# Плохие спят спокойно
«Плохие спят спокойно», в советском прокате — «Злые остаются живыми» (яп. 悪い奴ほどよく眠る варуй яцу ходо ёку нэмуру, Warui yatsu hodo yoku nemuru) — японский художественный фильм Акиры Куросавы, вышедший в японский прокат 15 сентября 1960 года, один из самых социально острых фильмов Куросавы и вольная экранизация трагедии Уильяма Шекспира «Гамлет». Первый фильм Куросавы в качестве независимого продюсера, снятый им для собственной компании. Главную роль исполняет Тосиро Мифунэ.

## Сюжет
Молодой человек Коити Ниси (роль исполняет Тосиро Мифунэ) жаждет отомстить за смерть отца, которого принудил к самоубийству вице-президент крупной земельной компании. Ради того, чтобы посадить в тюрьму соучастников преступления, Ниси использует чужие документы (Ниси — не его настоящее имя), нанимается секретарём в ту самую компанию, выходит в доверие к вице-президенту Ивабути и сыну Ивабути, даже женится на его дочери Ёсико. На свадьбу Ниси и Ёсико приносят большой праздничный торт в виде дома, из которого выпал отец главного героя, после чего главы компании понимают, что за ними кто-то охотится.

## Идейная составляющая
По мнению Р. Юренева, «в образной системе фильма сказались и сила, и слабость идейных позиций Куросавы. Он смело пошел на бой с капиталистическими нравами, но не нашел иных способов борьбы, кроме индивидуального подвига, мести одиночки, побуждаемого оскорблением и гибелью своего отца». Усматривая гамлетовские параллели, Виктор Распопин пишет, что фильм выворачивает «шекспирову проблематику наизнанку, ибо сила Гамлета — в его слабости, а сила Ниси — в злости, пока она у него не иссякла».
Акира Ивасаки в рецензии для Искусство кино писал:

Куросава создал произведение большой силы. В фильме с огромной убедительностью показана ненависть простого человека к социальной несправедливости. Картина чрезвычайно искусно построена и полностью захватывает зрителя.
Единственный недостаток фильма его сюжетные хитросплетения, которые отвлекают зрителя от главной темы. Следующие один за другим неожиданные повороты действия приводят к тому, что фильм начинает восприниматься как обычная драма мести, наподобие «Графа Монте-Кристо». Происходит много событий, прежде чем мстителю удается достичь своей цели и покарать зло. Однако в это время мститель сам оказывается в роли того, кому мстят, и победа в конце концов остается на стороне высокопоставленной продажной клики. Сюжетные хитросплетения приводят к тому, что подлинная проблематика отступает на второй план.

## В ролях
- Тосиро Мифунэ — Коити Ниси (яп. 西幸一)
- Масаюки Мори — вице-президент Ивабути (яп. 岩淵)
- Кёко Кагава — Ёсико Ивабути (Ниси) (яп. 岩淵佳子)
- Тацуя Михаси — Тацуо Ивабути (яп. 岩淵辰夫)
- Такаси Симура — Морияма (яп. 守山)
- Такэси Като — Итакура (яп. 板倉)
- Каматари Фудзивара — Вада
- Тисю Рю — Нонака
- Сэйдзи Миягути — Окакура

## Награды и номинации
- В 1961 году фильм участвовал в основном конкурсе Берлинского кинофестиваля.
- Картина была удостоена двух премий «Майнити» за 1961 год в номинациях «лучший актёр второго плана» (Масаюки Мори) и лучшая музыка к фильму (Масару Сато).